# مؤسسة جذور للإنماء الصحي والاجتماعي
مؤسسة جذور للإنماء الصحي والاجتماعي هي منظمة أهلية غير حكومية فلسطينية تأسست عام 1996. تُعنى المؤسسة بتمكين المجتمعات المحلية وبناء قدراتها من خلال العمل في المجالات النفسية، والاجتماعية، والتعليمية، والاقتصادية والصحة الإنجابية. تتخذ من مدينة القدس مقرًا دائمًا لها، فيما يقع مقرها المؤقت في مدينة البيرة. لها مجلس إدارة مكون من سبع أعضاء ويرأسه سارو ناكشيان، ويُعد أمية خماش المدير العام.

## وصلات خارجية
- الموقع الرسمي